# Портрет Венні Солдан-Бруфельдт
«Портрет Венні Солдан-Бруфельдт» — картина Ханни Паулі, написана 1887-го року. У 1911 році придбана Гетеборзьким художнім музеєм, де вона i зберігається.

## Аналіз
Ханна Хірш (Паулі) намалювала портрет своєї фінської подруги та колеги художниці Венні Солдан (офіційне ім'я Вендла Ірені). Двоє художниць, яким було 23-24 роки, жили разом у Франції, мали спільну студію на бульварі Монпарнас у Парижі та навчалися в Академії Колароссі. Ханна Хірш починала вивчення мистецтва у Стокгольмі, в технічному училищі та жіночому відділенні Королівської Академії витончених мистецтв, а потім продовжила у Франції. У 1885 році Ханна отримала від Академії Золоту медаль і стипендію за картину «Під лампою». Вчилася з 1885 по 1887 рік у майстерні Паскаля Данье-Бювера (Pascal Dagnan-Bouveret) і Рафаеля Коллена (Raphael Collin).
Портрет, виконаний в реалістичній традиції, зображував художницю в невимушеній позі, сидячи на підлозі студії, відпочиваючи під час роботи. Картина викликала запеклі суперечки. Портрет виявився нетрадиційним для жанру того часу, оскільки зображував жінку — художницю під час роботи, та ще й не в належному вбранні.
Портрет мав бути представленим на Паризькому салоні у 1887 році. Але Ханна Хірш закохалася, повернулася до Швеції та вийшла заміж у жовтні 1887. Венні Солдан одружилася 1891-го. Подруги підтримували дружбу та листування.